# Mohamed Al-Taay
Mohamed Al-Taay (Campbelltown, 15 giugno 2000) è un calciatore iracheno con cittadinanza australiana, centrocampista del Wellington Phoenix e della nazionale irachena.

## Biografia
È nato in Australia da genitori di origini irachene. Al-Taay è musulmano praticante.

## Caratteristiche tecniche
Al-Taay è un interno di centrocampo – in grado di agire difensore centrale o terzino destro – efficace nel contrastare gli avversari e recuperare la sfera.

## Carriera

### Club
Inizia a giocare a calcio nel settore giovanile del Blacktown City, prima di passare da Marconi Stallions e Western Sydney. Nel 2021 viene ingaggiato dal Newcastle Jets. L'11 maggio 2023 viene annunciato il suo ingaggio da parte del Wellington Phoenix.

### Nazionale
Il 21 maggio 2024 viene convocato dal CT Jesús Casas in vista degli incontri di qualificazione ai Mondiali 2026 contro Indonesia e Vietnam. Esordisce con la nazionale irachena il 6 giugno contro l'Indonesia, subentrando all'86' al posto di Osama Rashid.

## Statistiche

### Presenze e reti nei club
Statistiche aggiornate al 18 maggio 2024.
| Stagione              | Squadra               | Campionato            | Campionato | Campionato | Coppe nazionali | Coppe nazionali | Coppe nazionali | Coppe continentali | Coppe continentali | Coppe continentali | Altre coppe | Altre coppe | Altre coppe | Totale | Totale |
| Stagione              | Squadra               | Comp                  | Pres       | Reti       | Comp            | Pres            | Reti            | Comp               | Pres               | Reti               | Comp        | Pres        | Reti        | Pres   | Reti   |
| --------------------- | --------------------- | --------------------- | ---------- | ---------- | --------------- | --------------- | --------------- | ------------------ | ------------------ | ------------------ | ----------- | ----------- | ----------- | ------ | ------ |
| 2021-2022             | Newcastle Jets        | AL                    | 11         | 0          | CA              | 0               | 0               | -                  | -                  | -                  | -           | -           | -           | 11     | 0      |
| 2022-2023             | Newcastle Jets        | AL                    | 17         | 0          | CA              | 1               | 0               | -                  | -                  | -                  | -           | -           | -           | 18     | 0      |
| Totale Newcastle Jets | Totale Newcastle Jets | Totale Newcastle Jets | 28         | 0          |                 | 1               | 0               |                    | -                  | -                  |             | -           | -           | 29     | 0      |
| 2023-2024             | Wellington Phoenix    | AL                    | 25+2       | 0          | CA              | 1               | 0               | -                  | -                  | -                  | -           | -           | -           | 28     | 0      |
| Totale carriera       | Totale carriera       | Totale carriera       | 55         | 0          |                 | 2               | 0               |                    | -                  | -                  |             | -           | -           | 57     | 0      |

### Cronologia presenze e reti in nazionale
| Cronologia completa delle presenze e delle reti in nazionale ― Iraq | Cronologia completa delle presenze e delle reti in nazionale ― Iraq | Cronologia completa delle presenze e delle reti in nazionale ― Iraq | Cronologia completa delle presenze e delle reti in nazionale ― Iraq | Cronologia completa delle presenze e delle reti in nazionale ― Iraq | Cronologia completa delle presenze e delle reti in nazionale ― Iraq | Cronologia completa delle presenze e delle reti in nazionale ― Iraq | Cronologia completa delle presenze e delle reti in nazionale ― Iraq |
| Data                                                                | Città                                                               | In casa                                                             | Risultato                                                           | Ospiti                                                              | Competizione                                                        | Reti                                                                | Note                                                                |
| ------------------------------------------------------------------- | ------------------------------------------------------------------- | ------------------------------------------------------------------- | ------------------------------------------------------------------- | ------------------------------------------------------------------- | ------------------------------------------------------------------- | ------------------------------------------------------------------- | ------------------------------------------------------------------- |
| 6-6-2024                                                            | Giacarta                                                            | Indonesia                                                           | 0 – 2                                                               | Iraq                                                                | Qual. Mondiali 2026                                                 | -                                                                   | 86’                                                                 |
| 15-10-2024                                                          | Yongin                                                              | Corea del Sud                                                       | 3 – 2                                                               | Iraq                                                                | Qual. Mondiali 2026                                                 | -                                                                   | 65’                                                                 |
| 19-11-2024                                                          | Mascate                                                             | Oman                                                                | 0 – 1                                                               | Iraq                                                                | Qual. Mondiali 2026                                                 | -                                                                   | 61’                                                                 |
| Totale                                                              |                                                                     | Presenze                                                            | 3                                                                   |                                                                     | Reti                                                                | 0                                                                   |                                                                     |